# Ethelema luctuosa
Ethelema luctuosa is een keversoort uit de familie somberkevers (Zopheridae). De wetenschappelijke naam van de soort werd in 1860 gepubliceerd door Francis Polkinghorne Pascoe. De soort werd aangetroffen in Brazilië, onder meer in de staat Pará.